# UEFA Europa Conference League 2022-2023 (spareggi)
Gli spareggi della UEFA Europa Conference League 2022-2023 si sono disputati tra il 17 e 25 agosto 2022. Hanno partecipato a questa fase della competizione 44 club: 22 di essi si sono qualificati alla successiva fase a gironi, composta da 32 squadre.

## Date
| Fase     | Sorteggio                            | Andata            | Ritorno           |
| -------- | ------------------------------------ | ----------------- | ----------------- |
| Spareggi | 2 agosto 2022, ore 14:00 CEST (Nyon) | 17-18 agosto 2022 | 23-25 agosto 2022 |

## Partecipanti
| Legenda                                      |
| -------------------------------------------- |
| I club vincitori avanzano alla fase a gironi |
| I club sconfitti sono eliminati              |

| Squadre           | Coeff    |
| Campioni          | Campioni |
| ----------------- | -------- |
| CFR Cluj          | 19.500   |
| Maribor           | 14.000   |
| Slovan Bratislava | 13.000   |
| F91 Dudelange     | 8.500    |
| Linfield          | 7.000    |

| Squadre         | Coeff    |
| Campioni        | Campioni |
| --------------- | -------- |
| Zrinjski Mostar | 7.000    |
| Lech Poznań     | 6.000    |
| Shkupi          | 4.500    |
| RFS Riga        | 4.000    |
| Ballkani        | 1.633    |

| Squadre             | Coeff    |
| Piazzate            | Piazzate |
| ------------------- | -------- |
| Villarreal          | 78.000   |
| Basilea             | 55.000   |
| Slavia Praga        | 52.000   |
| Young Boys          | 37.000   |
| AZ Alkmaar          | 28.500   |
| İstanbul Başakşehir | 25.000   |
| Maccabi Tel Aviv    | 24.500   |
| Partizan            | 24.500   |
| West Ham Utd        | 21.328   |
| Molde               | 19.000   |
| APOEL               | 18.000   |
| FCSB                | 17.500   |
| Rapid Vienna        | 16.000   |
| Fiorentina          | 15.380   |
| Colonia             | 15.042   |
| Anversa             | 14.500   |
| Hapoel Be'er Sheva  | 14.000   |

| Squadre           | Coeff    |
| Piazzate          | Piazzate |
| ----------------- | -------- |
| Nizza             | 12.016   |
| Anderlecht        | 11.500   |
| Fehérvár          | 11.500   |
| Wolfsberger       | 11.000   |
| Gil Vicente       | 10.676   |
| CSKA Sofia        | 10.500   |
| Twente            | 9.860    |
| Hajduk Spalato    | 8.000    |
| U Craiova         | 7.500    |
| Vaduz             | 6.500    |
| Slovácko          | 5.560    |
| Viking            | 5.450    |
| Viborg            | 5.435    |
| AIK               | 5.000    |
| Djurgården        | 4.575    |
| Raków Częstochowa | 3.175    |
| Ħamrun Spartans   | 1.400    |

## Sorteggio
Il sorteggio degli spareggi si è tenuto il 2 agosto 2022, alle 14:00 CEST.
Un totale di 44 squadre giocheranno nel girone di spareggio. Le squadre saranno divise in due percorsi:
- Percorso Campioni (10 squadre): Le squadre, la cui identità non sarà nota al momento del sorteggio, sono state divise in questo modo:
  - Teste di serie: 5 sconfitte del terzo turno di qualificazione di UEFA Europa League 2022-2023 (Percorso Campioni).
  - Non teste di serie: 5 vincitori del terzo turno di qualificazione (Percorso Campioni).
- Percorso principale (34 squadre): 5 squadre che entrano in questo turno, 27 vincitrici del terzo turno di qualificazione (Percorso piazzate) e 2 perdenti del terzo turno di qualificazione di UEFA Europa League 2022-2023 (Percorso Piazzate). Per le vincenti del terzo turno di qualificazione e per le perdenti del terzo turno di qualificazione di Europa League, la cui identità non sarà nota al momento del sorteggio, verrà utilizzato il coefficiente di club della squadra con il punteggio più alto in ogni accoppiamento. Le squadre della stessa federazione non possono essere sorteggiate l'una contro l'altra.

Prima del sorteggio, la UEFA ha formato quattro gruppi nel Percorso Piazzate (tre gruppi formati da quattro teste di serie e quattro non teste di serie ed un gruppo formato da cinque teste di serie e cinque non teste di serie), secondo i principi stabiliti dal Comitato Competizioni per Club. Nel Percorso Principale, i numeri sono stati pre-assegnati per ogni squadra dalla UEFA, con il sorteggio in due manche, una per i Gruppi 1-3 con otto squadre e uno per il Gruppo 4 con dieci squadre. La prima squadra estratta è la squadra che giocherà in casa la gara di andata.
| Teste di serie                                          | Non teste di serie                                     |
| ------------------------------------------------------- | ------------------------------------------------------ |
| F91 Dudelange Shkupi Linfield Slovan Bratislava Maribor | Lech Poznań RFS Riga Ballkani Zrinjski Mostar CFR Cluj |

| Gruppo 1                                     | Gruppo 1                             | Gruppo 2                                      | Gruppo 2                          | Gruppo 3                                | Gruppo 3                                          | Gruppo 4                                          | Gruppo 4                                      |
| Teste di serie                               | Non teste di serie                   | Teste di serie                                | Non teste di serie                | Teste di serie                          | Non teste di serie                                | Teste di serie                                    | Non teste di serie                            |
| -------------------------------------------- | ------------------------------------ | --------------------------------------------- | --------------------------------- | --------------------------------------- | ------------------------------------------------- | ------------------------------------------------- | --------------------------------------------- |
| Basilea İstanbul Başakşehir APOEL Fiorentina | Djurgården Twente CSKA Sofia Anversa | Rapid Vienna FCSB Maccabi Tel Aviv Villarreal | Nizza Hajduk Spalato Vaduz Viking | Slavia Praga Partizan U Craiova Colonia | Lugano Fehérvár Raków Częstochowa Ħamrun Spartans | Young Boys AZ Alkmaar West Ham Utd Molde Slovácko | Anderlecht Wolfsberger Gil Vicente AIK Viborg |

## Risultati
| Squadra 1           | Totale          | Squadra 2          | Andata   | Ritorno     |
| Campioni            | Campioni        | Campioni           | Campioni | Campioni    |
| ------------------- | --------------- | ------------------ | -------- | ----------- |
| Maribor             | 0 - 1           | CFR Cluj           | 0 - 0    | 0 - 1       |
| RFS Riga            | 3 - 3 (4-2 dtr) | Linfield           | 2 - 2    | 1 - 1 (dts) |
| Lech Poznań         | 3 - 1           | F91 Dudelange      | 2 - 0    | 1 - 1       |
| Shkupi              | 1 - 3           | Ballkani           | 1 - 2    | 0 - 1       |
| Zrinjski Mostar     | 2 - 2 (5-6 dtr) | Slovan Bratislava  | 1 - 0    | 1 - 2 (dts) |
| Piazzate            |                 |                    |          |             |
| CSKA Sofia          | 1 - 2           | Basilea            | 1 - 0    | 0 - 2       |
| Vaduz               | 2 - 1           | Rapid Vienna       | 1 - 1    | 1 - 0       |
| Raków Częstochowa   | 2 - 3           | Slavia Praga       | 2 - 1    | 0 - 2 (dts) |
| Djurgården          | 5 - 3           | APOEL              | 3 - 0    | 2 - 3       |
| Maccabi Tel Aviv    | 1 - 2           | Nizza              | 1 - 0    | 0 - 2 (dts) |
| U Craiova           | 2 - 2 (3-4 dtr) | Hapoel Be'er Sheva | 1 - 1    | 1 - 1 (dts) |
| İstanbul Başakşehir | 4 - 2           | Anversa            | 1 - 1    | 3 - 1       |
| FCSB                | 4 - 3           | Viking             | 1 - 2    | 3 - 1       |
| Partizan            | 7 - 4           | Ħamrun Spartans    | 4 - 1    | 3 - 3       |
| Fiorentina          | 2 - 1           | Twente             | 2 - 1    | 0 - 0       |
| Villarreal          | 6 - 2           | Hajduk Spalato     | 4 - 2    | 2 - 0       |
| Colonia             | 4 - 2           | Fehérvár           | 1 - 2    | 3 - 0       |
| West Ham Utd        | 6 - 1           | Viborg             | 3 - 1    | 3 - 0       |
| Young Boys          | 1 - 1 (1-3 dtr) | Anderlecht         | 0 - 1    | 1 - 0 (dts) |
| Slovácko            | 4 - 0           | AIK                | 3 - 0    | 1 - 0       |
| Molde               | 4 - 1           | Wolfsberger        | 0 - 1    | 4 - 0       |
| AZ Alkmaar          | 6 - 1           | Gil Vicente        | 4 - 0    | 2 - 1       |

Note
1. ↑  Inversione di campo rispetto all'esito del sorteggio.

### Andata

#### Campioni
| Arbitro: | Əliyar Ağayev |

|                                   |           |                       |
| Friesenbichler 88’ Lipušček 90+5’ | Marcatori | 38’ Fallon 71’ Cooper |

| Arbitro: | Julian Weinberger |

|             |           |  |
| Bilbija 89’ | Marcatori |  |

| Maribor 18 agosto 2022, ore 20:15 CEST ritorno → | Maribor    | 0 – 0 referto | CFR Cluj | Stadion Ljudski vrt (4 500 spett.)\| Arbitro: \| Pavel Orel \| |
| Arbitro:                                         | Pavel Orel |               |          |                                                                |

| Arbitro: | Manfredas Lukjančukas |

|                    |           |  |
| Velde 6’ Ishak 66’ | Marcatori |  |

| Arbitro: | Ivar Orri Kristjansson |

|              |           |                           |
| Adetunji 19’ | Marcatori | 23’ Rrahmani 67’ Korenica |

#### Piazzate
| Arbitro: | Juxhin Xhaja |

|                                    |           |  |
| Edvardsen 9’ Ekdal 54’ Wikheim 65’ | Marcatori |  |

| Arbitro: | Rohit Saggi |

|                   |           |           |
| Ivi 29’ Tudor 61’ | Marcatori | 60’ Holeš |

| Arbitro: | Duje Strukan |

|                  |           |  |
| López 71’ (aut.) | Marcatori |  |

| Arbitro: | Allard Lindhout |

|            |           |  |
| Perica 74’ | Marcatori |  |

| Arbitro: | Aleksandar Stavrev |

|  |           |              |
|  | Marcatori | 57’ Delcroix |

| Arbitro: | Horațiu Feșnic |

|                                          |           |  |
| Petržela 28’ Sinyavskiy 77’ Reinberk 81’ | Marcatori |  |

| Arbitro: | Anastasios Papapetrou |

|  |           |            |
|  | Marcatori | 22’ Baribo |

| Arbitro: | Nicholas Walsh |

|                 |           |            |
| Ivan 75’ (rig.) | Marcatori | 70’ Hatuel |

| Arbitro: | Jérôme Brisard |

|             |           |             |
| Chouiar 54’ | Marcatori | 88’ Almeida |

| Arbitro: | Kristo Tohver |

|            |           |            |
| Ulrich 10’ | Marcatori | 53’ Druijf |

| Arbitro: | Giorgi Kruashvili |

|          |           |                        |
| Coman 3’ | Marcatori | 5’ Kabran 35’ Bjørshol |

| Arbitro: | Tiago Martins |

|           |           |                           |
| Dietz 14’ | Marcatori | 32’ Zivzivadze 40’ Dárdai |

| Arbitro: | Aljaksej Kul'bakoŭ |

|                                                 |           |                            |
| Morales 15’, 36’ Livaja 19’ (aut.) Moreno 45+1’ | Marcatori | 2’ Biuk 85’ (rig.) Fossati |

| Arbitro: | Marco Di Bello |

|                                    |           |           |
| Scamacca 24’ Bowen 64’ Antonio 78’ | Marcatori | 69’ Bonde |

| Arbitro: | Daniel Stefański |

|                        |           |           |
| González 2’ Cabral 31’ | Marcatori | 64’ Černý |

| Arbitro: | Filip Glova |

|                                                |           |                 |
| Gomes 15’ Urošević 25’ Diabaté 33’ Andrade 77’ | Marcatori | 52’ Guillaumier |

| Arbitro: | Guillermo Cuadra Fernández |

|                                                    |           |  |
| D. de Wit 24’ Lahdo 78’ Paulidīs 85’ M. de Wit 89’ | Marcatori |  |

### Ritorno

#### Campioni
| Arbitro: | John Beaton |

|          |           |  |
| Cvek 90’ | Marcatori |  |

| Arbitro: | István Vad |

|              |           |  |
| Korenica 69’ | Marcatori |  |

| Arbitro: | Nikola Dabanović |

|           |           |             |
| Kirch 36’ | Marcatori | 60’ Pereira |

| Arbitro: | Mohammed Al-Hakim |

|                                                    |                      |                                                               |
| Ramírez 67’, 120+1’                                | Marcatori            | 103’ Savić                                                    |
| Hrnčár Medved Mustafić Abena Ramírez Kashia Čavrić | Tiri di rigore 6 – 5 | Bilbija Kamenar Savić Maglica Jakovljević Barišić Malekinušić |

| Arbitro: | Matej Jug |

|                                 |                      |                                 |
| McClean 104’                    | Marcatori            | 120+1’ (aut.) Callacher         |
| Clarke Devine Vertainen McClean | Tiri di rigore 2 – 4 | Friesenbichler Ilić Mareš Panić |

#### Piazzate
| Arbitro: | Roi Reinshreiber |

|                                    |           |                           |
| Maglica 7’ Blum 23’ Marquinhos 74’ | Marcatori | 68’ Andersson 90+1’ Asoro |

| Arbitro: | António Nobre |

|                   |           |  |
| Frei 66’ Lang 84’ | Marcatori |  |

| Enschede 25 agosto 2022, ore 19:00 CEST ← andata | Twente        | 0 – 0 (tot.: 1-2) referto | Fiorentina | De Grolsch Veste (29 500 spett.)\| Arbitro: \| Radu Petrescu \| |
| Arbitro:                                         | Radu Petrescu |                           |            |                                                                 |

| Arbitro: | Tamás Bognár |

|                   |           |                                              |
| Tripić 26’ (rig.) | Marcatori | 2’ Edjouma 54’ Cordea 90+4’ (rig.) Radunović |

| Arbitro: | Craig Pawson |

|                         |           |  |
| Usor 62’ Schranz 120+2’ | Marcatori |  |

| Arbitro: | Erik Lambrechts |

|                                 |                      |                                  |
| Hemed 105+1’                    | Marcatori            | 105’ Roguljić                    |
| Suleymanov Keltjens Lopes Dadia | Tiri di rigore 4 – 3 | Roguljić Ivan Nistor Găman Bancu |

| Arbitro: | Ali Palabıyık |

|  |           |                                       |
|  | Marcatori | 10’ Hübers 46’ Skhiri 90+4’ Schindler |

| Arbitro: | Harald Lechner |

|  |           |                                      |
|  | Marcatori | 22’ Scamacca 51’ Benrahma 64’ Souček |

| Arbitro: | Donatas Rumšas |

|  |           |                |
|  | Marcatori | 76’ Sinyavskiy |

| Arbitro: | Rob Harvey |

|  |           |                                                 |
|  | Marcatori | 6’ Breivik 34’ Mannsverk 72’, 90+3’ Brynhildsen |

| Arbitro: | Sascha Stegemann |

|                                   |           |  |
| Claude-Maurice 25’ Beka Beka 113’ | Marcatori |  |

| Arbitro: | Jakob Kehlet |

|                                                 |           |                             |
| Prša 27’ Freitas 82’ (rig.) Fedele 90+1’ (rig.) | Marcatori | 34’, 78’ Gomes 72’ Urošević |

| Arbitro: | Serhij Bojko |

|                                  |                      |                                    |
|                                  | Marcatori            | 26’ Elia                           |
| Hoedt Stroeykens Sadiki Esposito | Tiri di rigore 3 – 1 | Rieder Rrudhani Imeri Lustenberger |

| Arbitro: | Manuel Schüttengruber |

|                 |           |                                |
| Frey 56’ (rig.) | Marcatori | 8’ Özcan 58’ Okaka 83’ Aleksić |

| Arbitro: | Rade Obrenovič |

|  |           |           |
|  | Marcatori | 22’ Çiçek |

| Arbitro: | Andris Treimanis |

|  |           |                           |
|  | Marcatori | 37’ Pedraza 56’ Chukwueze |

| Arbitro: | Fran Jović |

|             |           |                         |
| Boselli 86’ | Marcatori | 60’ Evjen 64’ Reijnders |